# 纳森·德尔福内索
纳森·德尔福内索（英語：Nathan Delfouneso，1991年2月2日—），是一名英格兰足球運動員，司職前鋒，出身阿士東維拉，現效力於英甲球隊艾宁顿斯坦利。

## 生平

### 球會
迪科尼素出身阿士東維拉青訓系統，於2006/07年球季以15歲之齡開始奠定青年隊及預備隊正選席位。2008年2月迪科尼素簽署首份職業球員合約。2008年8月14日迪科尼素代表阿士東維拉在歐洲足協盃第二圈外圍賽首回合作客出戰冰島球隊夏拿佐杜亞（Hafnarfjarðar）後補登場，以17歲另195日成為阿士東維拉歷來在歐洲賽事上陣最年輕的球員；他亦有在次回合的主場賽事上陣。12月4日歐洲足協盃分組賽主場對日利納，首次正選上陣的迪科尼素射入1球；12月17日兩隊已篤定出線的球隊會師北方銀行競技場，迪科尼素於完場前在漢堡身上又取得一個入球。
2009年1月4日迪科尼素首次在本土賽事為一隊上陣，於英格蘭足總盃第三圈作客對正選登場；2月4日在足總盃第四圈重賽主場對，迪科尼素射入個人首個一隊本土入球協助球隊3-1獲勝晉級第五圈。3月15日主場對熱刺，迪科尼素後補登場，取得首次英超上陣機會；迪科尼素在球季結束前獲選阿士東維拉球員及球迷兩項年度最佳青年球員。2010年4月18日作客法頓公園球場對樸茨茅夫，迪科尼素射入個人首個英超入球。
2011年3月8日被借用到英冠爭取升班球會般尼直至球季結束。當晚首場披甲作客對侯城，開賽僅5分鐘，於離門兩碼「執死雞」射入全場唯一入球，鎖定1-0勝局，期間取得11場上陣機會。
迪科尼素返回維拉後獲球會續約至2014年，但2011/12年球季他仍然沒法鞏固正選席位，上半季上陣6仗僅有兩場正選登場，於2012年1月23日再被外借至另一支英冠球隊莱斯特城，為期1個月。
2012年8月31日，英冠球會黑池以借用身份從阿士東維拉簽入迪科尼素，借用一個球季。
2013年8月16日，黑池再次向阿士東維拉借用迪科尼素，借用期為六個月。

### 國家隊
迪科尼素曾代表英格蘭青少隊在不同年齡級別參加國際賽，現時是英格蘭U21的主力成員。

## 外部連結
- 足球数据库：纳森·德尔福内索的球员统计数据
- ESPN Profile （页面存档备份，存于）